# Holochlora metazonalis
Holochlora metazonalis är en insektsart som beskrevs av Heinrich Hugo Karny 1931. Holochlora metazonalis ingår i släktet Holochlora och familjen vårtbitare. Inga underarter finns listade i Catalogue of Life.